# Columbus (pel·lícula)
Columbus és una pel·lícula estatunidenca de 2017 escrita i dirigida pel director sud-coreà Kogonada, i protagonitzada per John Cho i Haley Lu Richardson, La pel·lícula es va estrenar al Festival de Cinema de Sundance de 2017 i va rebre molts elogis de la crítica.

## Sinopsi
Un home sud-coreà, traductor reconegut de coreà i anglès, ha d'anar urgentment a Columbus, Indiana, on el seu pare, un famós arquitecte que havia anat a fer una conferència, entra en coma. Allà fa amistat amb una jove entusiasta de l'arquitectura que treballa a la biblioteca local. Junts, exploren els diferents edificis arquitectònics de Columbus, tot descobrint l'un a l'altre els traumes del passat i les incerteses del futur.

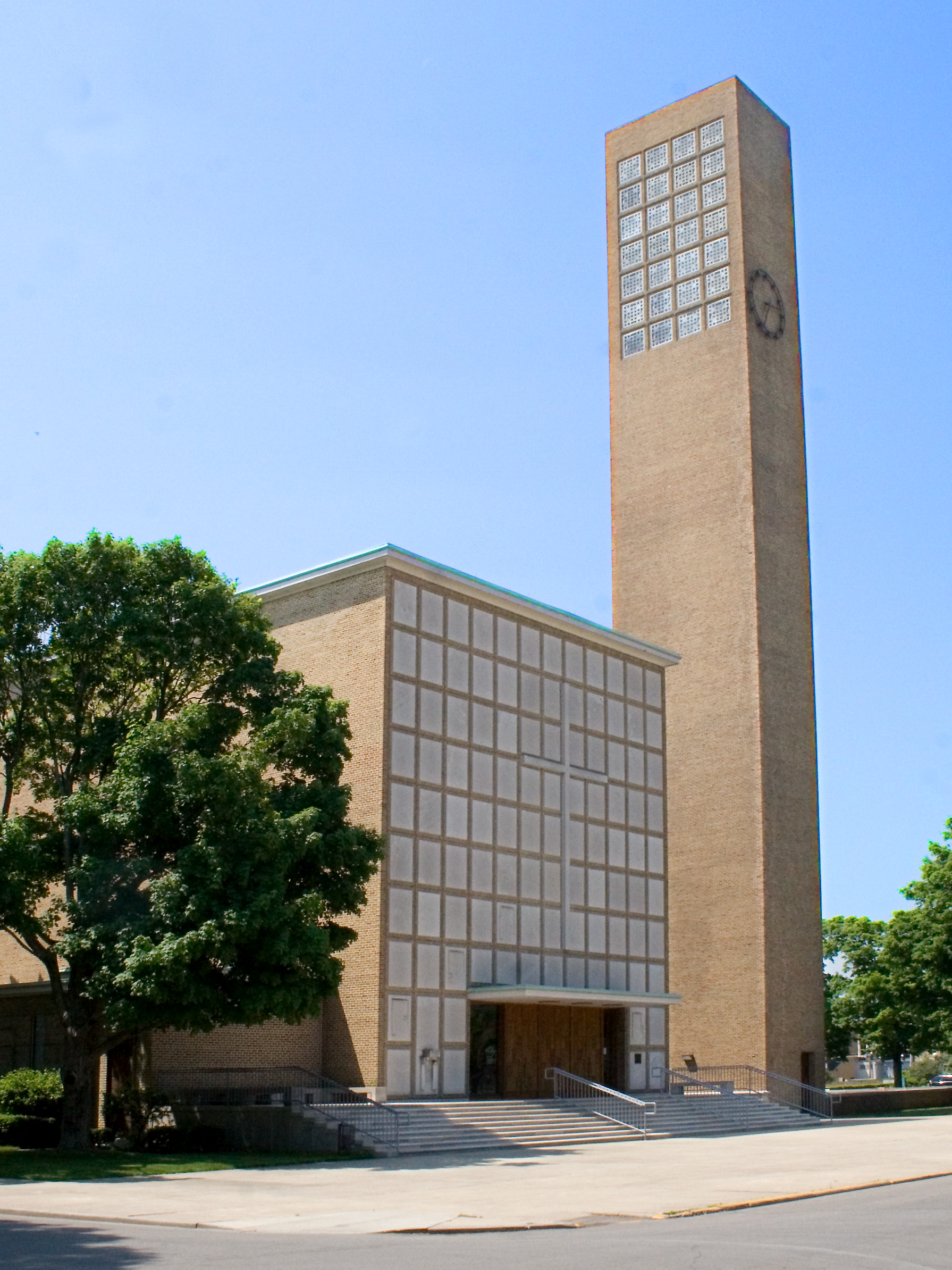
First Christian Church, d'Eliel Saarinen

L'arquitectura té un paper cabdal a la pel·lícula, i tant als diàlegs com a la fotografia tenen una presència constant els arquitectes Eliel Saarinen, el seu fill Eero Saarinen i la seva deixeble Deborah Berke, o edificis com la Miller House, la North Christian Church, la First Christian Church o la Cleo Rogers Memorial Library.